# Jatukái (etnia)
Los Jatukái (autodenominación: en adigué: хьатикъуай; en árabe: حتوقاي‎; en ruso: хатукай, гатюкай, en turco: hatõkuay, hatuhuay) son una subetnia de los adigueses. No existe un convenio establecido respecto a su nombre, por lo que se pueden hallar las siguientes variaciones:hatukay, hatuqwai, hetuqwai, hatukaj, hatquai, tatukai, jatukai, gatukai, gatiukai, jatoujay.
El territorio jatukái se considera que comprendía un principado tribal circasiano situado a lo largo de las orillas del Kubán. Los jatukái vivían principalmente entre los partes bajas de los valles del río Pshish y río Bélaya. 
Antes de la presencia rusa en el Cáucaso, los jatukái eran conocidos como una poderosa y belicosa tribu que guerreó ennumerosas ocasiones contra otras tribus circasianas y contra los tártaros de Crimea. Tras la conquista del Cáucaso por parte del Imperio ruso en la década de 1860, el territorio de la tribu fue ocupado, y sus miembros fueron masacrados del mismo modo que lo fueron otras tribus circasianas, con el resultado de que los jatukái dejaron de existir como entidad separada.
El más famoso de los príncipes jatukái se llamaba Aslán Giray. Pese a no ser demasiado fuerte físicamente, era un habilidoso orador y líder. Bajo su mando los jatúkai legaron a la cima de su poder y tras su muerte la tribu pronto cayó en la guerra civil y perdió su poder e influencia.